# Maria Luisa Camilleri Maiques
Maria Luisa Camilleri Maiques va ser una escriptora valenciana. Nascuda a principis del segle xx, probablement al voltant de la ciutat de València, ja que als dotze anys es pot situar a la platja de les Arenes, i va ser a la capital del Túria on es va desenvolupar la seua precoç i curta carrera literària.
Filla de l’advocat Ricardo Camilleri Gómez, i de Luisa Maiques Alonso-Gascó, i germana de Ricardo Camilleri Maiques, poc més se sap de la seua vida.

## Obra
El 1923 va aparéixer un poema seu en castellà, La muerte de un ángel a Las Provincias. En aquesta publicació es diu que l’autora del poema té dotze anys («¡Una poetisa de doce años!»), cosa que pot ajudar a datar el seu naixement al voltant de l’any 1911.
La nit del 8 de juny de 1925, un poema seu en català, dedicat al poeta valencià Estanislau Alberola, fou recitat al Teatro Moderno de València, regentat pel seu oncle, Luis de Gonzaga Camilleri, i va ser reproduït sencer al diari El pueblo l'endemà.
El seu primer sainet es titulà El repatriat, escrit en prosa i d'un sol acte. Va ser estrenat per la companyia de l'actor Pepe Alba, sota la direcció artística de son pare, Ricardo Camilleri, el 25 de juny de 1925 al Teatro Moderno, quan l’autora només tenia 14 anys. Posteriorment va ser publicat al número 4 de la revista setmanal literària Teatro Valensià, de 1925. És un entremés dedicat als joves que tornaven de la Guerra del Marroc.
La segona de les obres conegudes de Maria Luisa Camilleri es va estrenar el mateix any de 1925, i s'anomenà Els viveros. Es desconeix la trama, però s'especula que estiguera ambientada en els Jardins del Real.
L'entremés satíric Modernismes es va estrenar el 17 de novembre de 1925.
Un ratet de pronòstic, una altra peça costumista, s’estrenà el 31 de desembre de 1925 al Teatro Moderno, com la resta de les seues obres dramàtiques.
Finalment, va aparéixer publicat un poema seu, titulat Amor de filla, a l’Almanach añ 1926 de la revista Teatro Valensià.